# Манкурт
Манку́рт — легендарний цілковито покірний хазяїну раб, людина без пам'яті. Термін походить із тюркського переказу, популяризованого Чингізом Айтматовим у романі «І довше віку день триває» (1980). За Айтматовим, унаслідок особливої тортури — тиску на голову верблюжої шкіри під палючим сонцем, знерухомлений раб втрачав пам'ять, а тому не бачив іншого сенсу життя, крім служіння своєму хазяїну.

## Етимологія
Слово «манкурт», як припускається, споріднене з давньотюркським «мунґул» — «нерозумний, дурний, позбавлений глузду». В сучасній киргизькій мові є слово «мунджу» — «каліка». Імовірно, «манкурт» запозичене з монгольської мови, де «мангуу» має два споріднених значення 1) тупий, дурний, недоумкуватий; 2) ідіот; від яких утворюється дієслово «мангуурах» — «стає дурним, тупим». Також, «манкурт» могло утворитися унаслідок злиття давньотюркських коренів man- «надягати пояс, оперізуватися» і qurut- «висушений».

## У легенді
Киргизька легенда, згадана в романі «І довше віку день триває», описує жорстокий шлях створення манкурта. Чжурчені, коли хотіли зробити полоненого манкуртом, голили жертві голову й одягали на неї обруч зі свіжої шкіри, взятої з шиї верблюда. Раба залишали в пустелі на п'ять днів зі зв'язаними руками та ногами і колодкою на шиї, аби він не міг доторкнутися головою до землі. Шкіра верблюда під сонцем висихала та стягувалась, стискаючи голову. Власне волосся раба, що росло тим часом, вростало в шкіру. Разом зі спрагою це завдавало нестерпних мук полоненому. Він або помирав, або виживав, проте забував своє минуле, стаючи взірцевим рабом. Навіть те, як його перетворили на раба, стиралося з пам'яті манкурта. Манкурти цінувалися більше за звичайних рабів, бо не знали звідки вони, ким були, хто їхні рідні. Такий раб віддано служив тому, хто давав йому їжу й одяг, виконував найважчу, найбруднішу роботу. Манкурт не потребував спільноти інших рабів, бо ніщо його більше не єднало з жодною іншою людиною.
В епосі «Манас» один з героїв погрожує супротивнику в разі перемоги надягнути йому на голову шкіряну шапку й перетворити на манкурта.

## Історична основа
Популярності легенди сприяло невизначене походження чжурченів, які вважалися нащадками рабів-утікачів, дезертирів і збіднілих селян з різних народів. Чжурченям приписувався бандитський спосіб життя і надзвичайна жорстокість. Власне обруч, згадуваний у легенді, нагадує «ширі» — шкіру худоби, в яку загортали мерців, якщо з якоїсь причини було неможливо виконати поховання. Труп, загорнений в шкіру, підвішували на дереві, де він висихав, а потім ховали його як належить. Достовірних свідчень практикування описаної Айтматовим тортури невідомо.

## Вживання слова
Айтматов наводив у своїй книзі пояснення: манкуртівський обруч — це технології маніпуляції свідомістю, використовувані наддержавами в процесі суперництва за світове панування; це засоби урівняння людей в їхньому невігластві. В романі це конкретно система ракет «Обруч», призначена збивати апарати доброзичливих інопланетян.
Автор стверджував: «Люди можуть бути терпимі одні до одних, але вони не можуть мислити однаково, залишаючись при цьому людьми, зберігаючи свої людські якості. Бажання позбавити людину її індивідуальності здавна і до наших днів супроводжувало мету імперських, імперіалістичних, гегемоністських домагань. Людина без пам'яті минулого, поставлена перед необхідністю заново визначити своє місце в світі, людина, позбавлена історичного досвіду свого народу та інших народів, опиняється поза історичною перспективою і здатна жити тільки сьогоднішнім днем».
Часто манкуртами називають людей — продуктів радянської політики — без історичної пам'яті, без знання історії свого народу, котрі втратили зв'язок зі своєю нацією, її історією та культурою; людей, які забули минуле, відмовилися від національних традицій, звичаїв, утратили моральні орієнтири, цінності, цураються свого походження та мови свого народу.